# PAX System

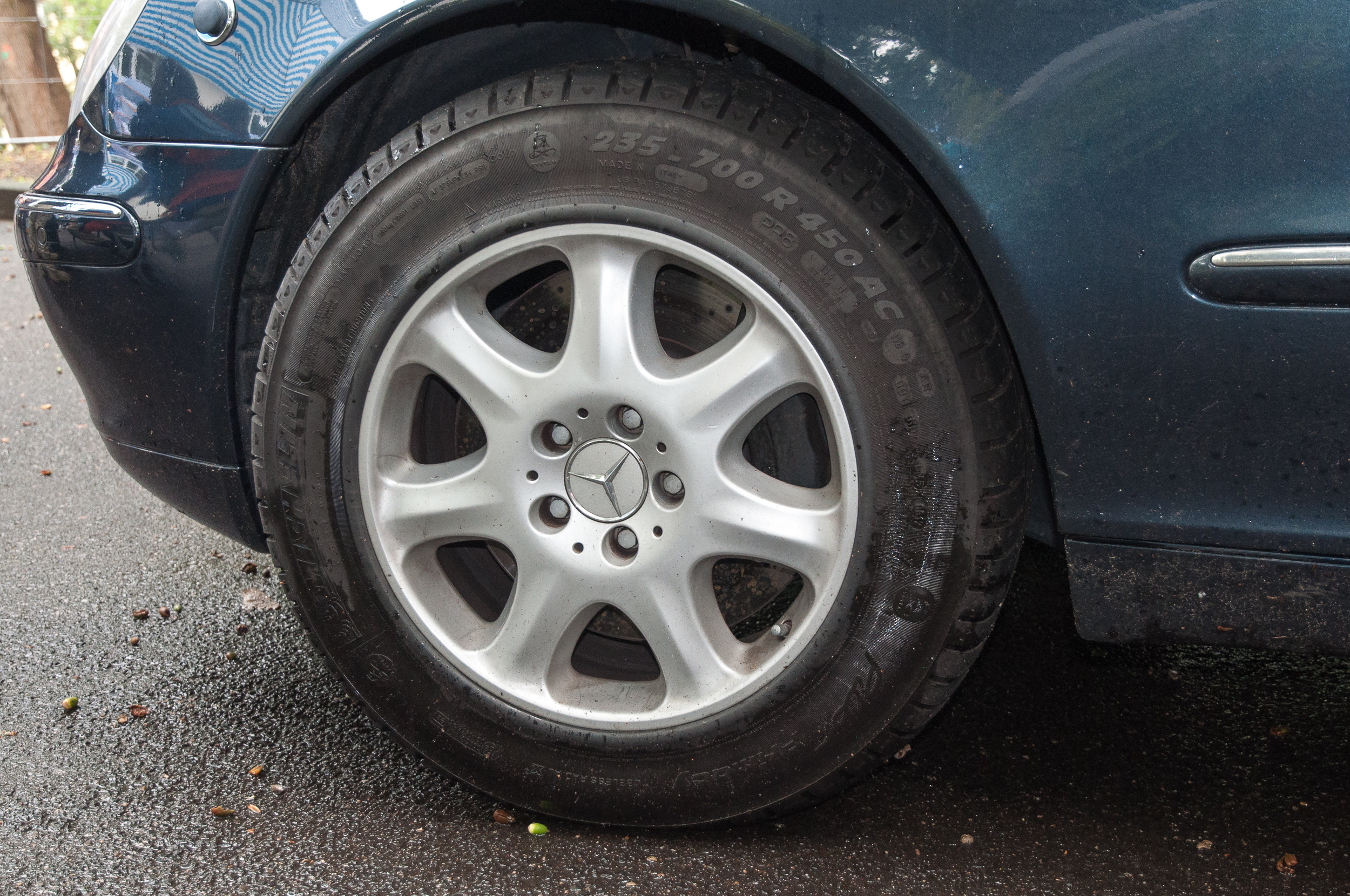
Pneu Michelin - PAX SYSTEM

Le PAX System est un système de sécurité active composé d'un ensemble jante plus pneumatique, créé en 1996 par la société Michelin, permettant à une automobile de rouler à vitesse réduite (80 km/h) pendant 200 km, sans aucune pression dans le pneu. Depuis quelques années, le PAX System a été remplacé par la série Michelin ZP,.

## Technologie

### Le pneu
Le pneu présente deux particularités :
- le bord du pneu est assez épais pour se bloquer dans la gorge de la jante ;
- le pneu est enduit d'un lubrifiant évitant l'échauffement du pneu lors du roulage à plat. Ce lubrifiant doit être remplacé en cas de crevaison.

### La jante
La jante comporte différentes particularités :
- une gorge permettant de bloquer le pneu en cas de roulage à plat[4] ;
- une bande de roulement en caoutchouc, sur la jante, permettant au pneu de garder une forme pour rouler même sans aucune pression pendant 150 km à 80 km/h[4] ;
- la valve qui ne doit pas se casser en cas de roulage à plat[4].

### Contrôle de la pression
Les pneus peuvent être équipés de capteurs de pression, et les véhicules équipés pour traiter cette information peuvent afficher toute baisse (ou hausse) anormale de la pression des pneus, sur le tableau de bord, ce qui limite les risques d’éclatement liés à une baisse de pression ou à un échauffement anormal.

## Véhicules équipés
Certains véhicules de luxe, tels la Rolls-Royce Phantom en 2003 et la Bugatti Veyron, ont été équipés du PAX system , ainsi que sur certaines séries de Renault Scénic 1 Phase 2.
En mars 2014, la société Michelin met en place une participation à hauteur de 440 euros pour aider les possesseurs de voitures équipée de pneus system PAX à se rééquiper en roues standard car Michelin arrête la fabrication des PAX (offre valable du 1er mars 2014 au 31 décembre 2016)[réf. souhaitée].